# Agrostis tilenii
Agrostis tilenii là một loài thực vật có hoa trong họ Hòa thảo. Loài này được G.Nieto Fel. & Castrov. mô tả khoa học đầu tiên năm 1983 publ. 1984.